# گروه پی‌آرای
گروه پی‌آرای (انگلیسی: PRA Group) شرکت خدمات مالی آمریکایی است، که در سال ۱۹۹۶ تأسیس شد.